# Nothing's Shocking
Albums de Jane's Addiction
Jane's Addiction
(1987) Ritual de lo Habitual
(1990)
Nothing's Shocking est le premier album de Jane's Addiction, sorti en 1988.

## L'album
Il fait partie des 1001 Albums You Must Hear Before You Die.

### Liste des titres
1. Up The Beach - 3:00
2. Ocean Size - 4:20
3. Had A Dad - 3:44
4. Ted Just Admit It... - 7:23
5. Standing In The Shower...Thinking - 3:03
6. Summertime Rolls - 6:18
7. Mountain Song - 4:03
8. Idiots Rule - 3:00
9. Jane Says - 4:52
10. Thank You Boys - 1:01
11. Pig's In Zen - 4:30

### Personnel

#### Jane's Addiction
- Perry Farrell (chant)
- Dave Navarro (guitares)
- Eric Avery (basse)
- Stephen Perkins (batterie, percussions)

#### Personnel additionnel
- Mike Shatz (percussions sur Jane Says)
- Angelo Moore (Saxophone)
- Flea (Trompette)
- Christopher Dowd (Trombone)